# Consejo de Todas las Tierras
El Consejo de Todas las Tierras o Aukiñ Wallmapu Ngulam (AWNg) es una organización indigenista que persigue la autodeterminación del pueblo mapuche. 

## Historia
El Consejo tiene su origen en la «Comisión 500 años de resistencia», formada en 1989 como una escisión de Admapu, la principal organización mapuche de oposición a la dictadura militar durante la década de 1980. La Comisión se compuso en parte de exmiembros del conjunto político-teatral de Admapu, que rechazaban el acercamiento de esta organización hacia los partidos de la Concertación de Partidos por la Democracia. En particular, se rechazó la participación de Admapu en el Acuerdo de Nueva Imperial de 1989, y en general el proceso de negociación institucional que desembocó en la promulgación de la Ley Indígena de 1993.
La Comisión pasó a llamarse Consejo de Todas las Tierras en 1990.
Su líder es el werkén Aucán Huilcamán.